# جووون-دونگ (سوون)
جووون-دونگ (سوون) (به لاتین: Jowon-dong) یک منطقهٔ مسکونی در کره جنوبی است که در ناحیه پایتختی سئول واقع شده‌است.